# The Firefly of France
The Firefly of France er en amerikansk stumfilm fra 1918 af Donald Crisp.

## Medvirkende
- Wallace Reid som Devereux Bayne
- Ann Little som Esme Falconer
- Charles Ogle som Von Blenheim
- Raymond Hatton som Firefly
- Winter Hall som Dunham